# Chu X-PO
Chu X-PO – chiński samolot myśliwski produkowany w wytwórni AFAMF. Wyprodukowano zaledwie 1 egzemplarz.

## Historia
Przed wybuchem II wojny światowej w chińskim lotnictwie podstawowym myśliwcem był Curtiss F11C Goshawk, który w 1937 roku był przestarzałą maszyną i poszukiwano jego następcy. Po długich negocjacjach z wytwórnią Curtiss i zakupie dwóch prototypów Curtiss P-36 Hawk postanowiono w sierpniu 1938 roku zakupić dalsze 30 maszyn.
W fabryce CAMCO w Loiwing (Birma) na licencji produkowano m.in. samolot Curtiss P-36 Hawk75A-5. Złożono 40 maszyn.
W 1941 roku Curtiss P-36 Hawk był jednak gorszy od japońskich myśliwców używanych przez japońskie lotnictwo. Ponadto USA nie wykazywało zainteresowania wspieraniem Chin militarnie, wobec dalszej agresji japońskiej (brak dostaw nowoczesnych myśliwców). M.in. z tego względu generał brygady Zhu Jiaren, szef projektu technicznego z chińskich sił powietrznych, zajął się projektowaniem pierwszego chińskiego samolotu myśliwskiego. Pracę nad maszyną miała przyspieszyć nowo powstała wytwórnia AFAMF.
Lecz dopiero na początku 1943 roku ukończono prototyp w miejscowości Yangling. Seryjna produkcja powinna ruszyć w AFAMF No.1. w Kunming. Pierwszy lot w Yangling był udany, jednak pilot źle wylądował i uszkodził maszynę na tyle że nie była już zdolna do dalszych prób w powietrzu.
W związku z tym że USA przystąpiły do wojny przeciwko Japonii, zwiększyło się zainteresowanie USA Chinami. Amerykanie dostarczyli m.in. samolot Curtiss P-40 Warhawk. Z tego względu przerwano prace nad Chu X-PO.

## Budowa
Projekt zdecydowanie przypominał Curtiss P-36 Hawk. Budowano go z dostępnych na miejscu surowców. Dlatego zdecydowano się na konstrukcję mieszaną. Skrzydła i ogon były wykonane z drewna natomiast kadłub był wykonany ze stalowych rurek. A całości pokryto drewnianą sklejką, podczas gdy stery zostały pokryte tkaniną.
Napęd stanowił 14-cylindrowy silnik Pratt&Whitney R-1830-S1C3-G Twin Wasp.
Uzbrojenie miało stanowić cztery karabiny maszynowe Hispano-Suiza kal. 20 mm umieszczone w skrzydłach. Dodatkowo pod kadłub przewidywano podwieszenie bomb, gdyż samolot miał również służyć do niszczenia celów na ziemi.

## Literatura
- William Green, Gordon Swanborough: "Jagdflugzeuge der Welt", S. 113, Motorbuchverlag Stuttgart, 1996.